# Bacanal

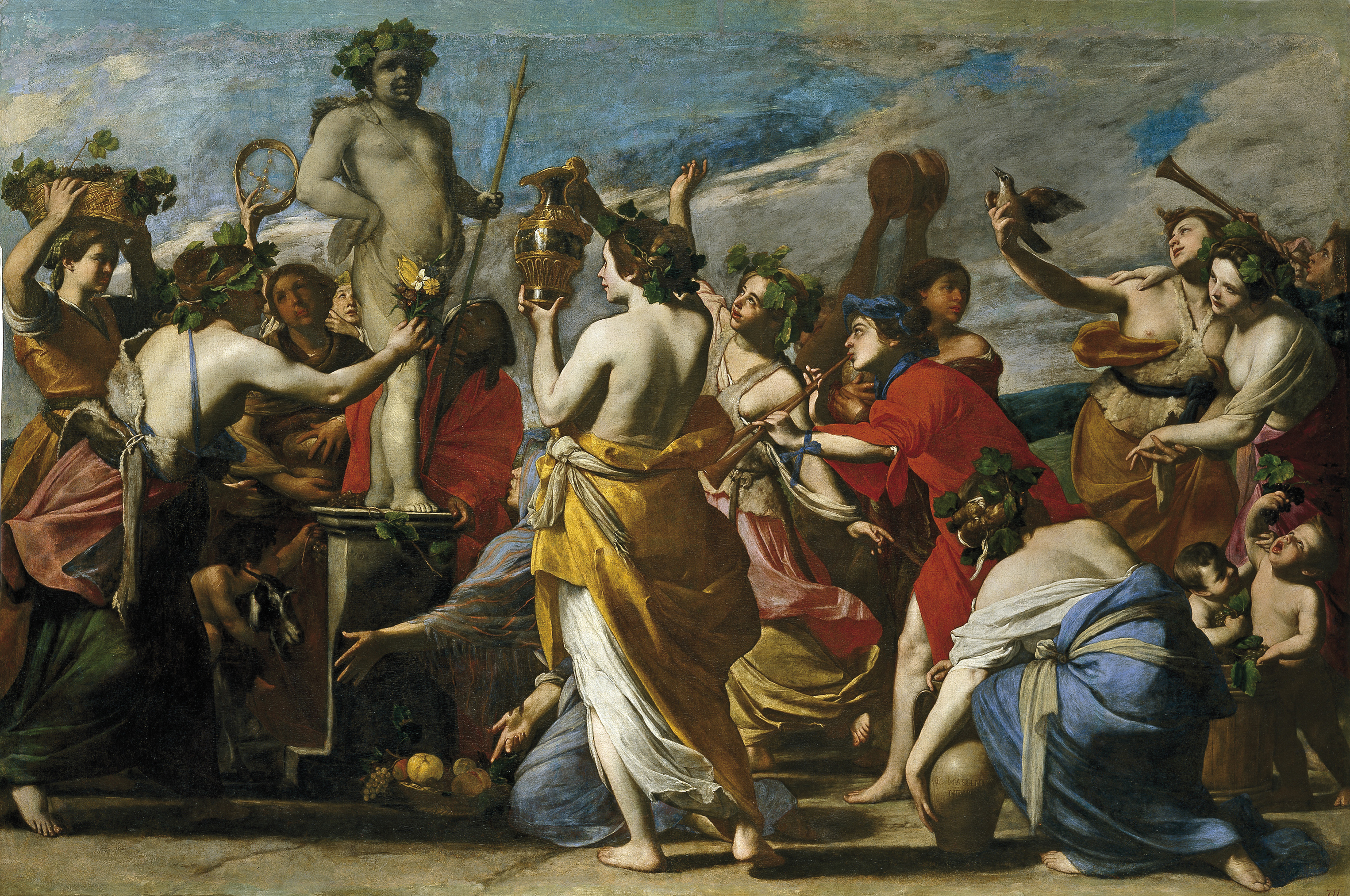
Sacrificio a Baco, óleo de Massimo Stanzione (c. 1634).

Las bacanales (latín: Bacchanalia) eran fiestas populares romanas de Baco, no oficiales y financiadas con fondos privados, basadas en diversos elementos extáticos de las Dionisias griegas. Casi con toda seguridad estaban asociadas al culto nativo romano a Liber, y probablemente llegaron a la propia Roma (c. 200 a. C.) desde la Magna Grecia o a través de la Etruria influida por Grecia. Al igual que sucede con todas las religiones mistéricas del mundo antiguo, se sabe muy poco de sus ritos. Parecen haber sido populares y bien organizadas a lo largo de todo el centro y sur de la península itálica.
Tito Livio, que escribió al respecto unos 200 años después de los acontecimientos, ofrece un relato escandalizado y extremadamente colorido de las Bacanales, describiendo ritos frenéticos, iniciaciones sexualmente violentas de personas de ambos sexos, de todas las edades y de todas las clases sociales. Livio afirma que en ellas se bebía sin medida. Las sacerdotisas organizadoras de la ceremonia se llamaban bacantes y el nombre ha quedado asociado a las orgías romanas. El culto primitivo era exclusivamente de mujeres para mujeres y procedía del culto original al dios Pan. Introducidas en Roma, las bacanales se celebraban en secreto y con la sola participación de mujeres en la arboleda de Simila, cerca del monte Aventino la fecha de celebración es la primera luna llena de enero y la primera de marzo, al igual que los días 16 y 17 de marzo. Posteriormente, se extendió la participación en los ritos a los hombres y las celebraciones tenían lugar cinco veces al mes.
Tito Livio muestra al culto como un instrumento asesino de conspiración contra el Estado. Afirma que siete mil líderes y seguidores del culto fueron arrestados, y que la mayoría de ellos fueron ejecutados. Livio creía que el escándalo de las Bacanales era uno de los muchos indicios de la inexorable decadencia moral de Roma. Con todo, los académicos modernos son bastante escépticos ante las acusaciones de Livio.
El culto nunca fue prohibido. La legislación senatorial para reformar las Bacanales en el año 186 a. C. intentó controlar su tamaño, organización y sacerdocios, bajo amenaza de pena de muerte. Es posible que esta medida no estuviera motivada tanto por los rumores sensacionalistas y dramáticos que describe Tito Livio como por la determinación del Senado de demostrar y afirmar su autoridad civil, moral y religiosa sobre Roma y sus aliados, tras la prolongada crisis social, política y militar de la segunda guerra púnica (218-201 a. C.). Es posible que los ritos reformados de la Bacanal se hayan fusionado con las fiestas de las Liberalia. Baco, Liber y Dioniso se convirtieron en deidades prácticamente intercambiables a partir de la época republicana tardía (133 a. C. en adelante), y sus cultos mistéricos persistieron hasta bien entrado el Principado de la era imperial romana.

## Antecedentes y desarrollo
Las Bacanales eran las fiestas romanas de Baco, dios grecorromano del vino, la libertad, la embriaguez y el éxtasis. Se basaban en las Dionisias griega y los Misterios dionisíacos, y probablemente llegaron a Roma hacia el año 200 a. C. a través de las colonias griegas del sur de Italia y de Etruria, vecina de Roma por el norte. El historiador Tenney Frank sugiere que alguna forma de culto dionisíaco pudo haber sido introducida en Roma por cautivos de la antigua ciudad griega de Tarento, en el sur de Italia, capturada de manos de los cartagineses en el 209 a. C. Como todos los cultos mistéricos, las Bacanales se celebraban en la más estricta intimidad y los iniciados estaban obligados a guardar el secreto; lo poco que se sabe del culto y sus ritos procede de la literatura griega y romana, obras de teatro, estatuas y pinturas. Una de las fuentes más antiguas es la obra de teatro Las bacantes, del dramaturgo griego Eurípides, que ganó el concurso ateniense de las Dionisias en el año 405 a. C. Es posible que las Bacanales hayan tenido elementos mistéricos y elementos públicos, obras de teatro religiosas que se representaban en público y ritos privados realizados por acólitos y sacerdotes de la deidad.
Tito Livio, la principal fuente literaria romana sobre las Bacanales tempranas, nombra a Paculla Annia, una sacerdotisa campaniense de Baco, como fundadora de un culto privado y no oficial de las Bacanales en Roma, con sede en el lucus de Stimula, donde la ladera occidental del monte Aventino desciende hasta el Tíber. El Aventino era un distrito étnicamente mixto, fuertemente identificado con la clase plebeya de Roma y la entrada de cultos nuevos y extranjeros. El dios del vino y la fertilidad Liber Pater («El Padre Libre»), patrón divino de los derechos, libertades y augures de la plebe, tenía un culto oficial establecido desde hacía mucho tiempo en el cercano templo que compartía con Ceres y Libera. La mayoría de las fuentes romanas lo describen como el equivalente romano de Dioniso y Baco, ambos a veces llamados Eleutherios (libertador).

## Escándalo de las bacanales
Tito Livio afirma que la versión más temprana de las Bacanales estaba abierta solo a mujeres y se celebraba tres días al año, a la luz del día, mientras que en la cercana Etruria, al norte de Roma, un «griego de origen humilde, versado en sacrificios y adivinación» había establecido una versión nocturna, añadiendo vino y banquetes a la mezcla, y adquiriendo así un entusiasta grupo de seguidores mujeres y hombres. La versión nocturna de las Bacanales consistía en beber vino en exceso, emborracharse y mezclar libremente sexos y clases; los ritos también incluían música a todo volumen.

Según el relato de Livio, Publio Ebucio, de la gens Ebucia, recibió advertencias contra el culto y sus excesos por parte de una cortesana, Hispala Fecenia, quien le amaba, para protegerlo de su propia madre que quería iniciarlo en los misterios de Baco. 

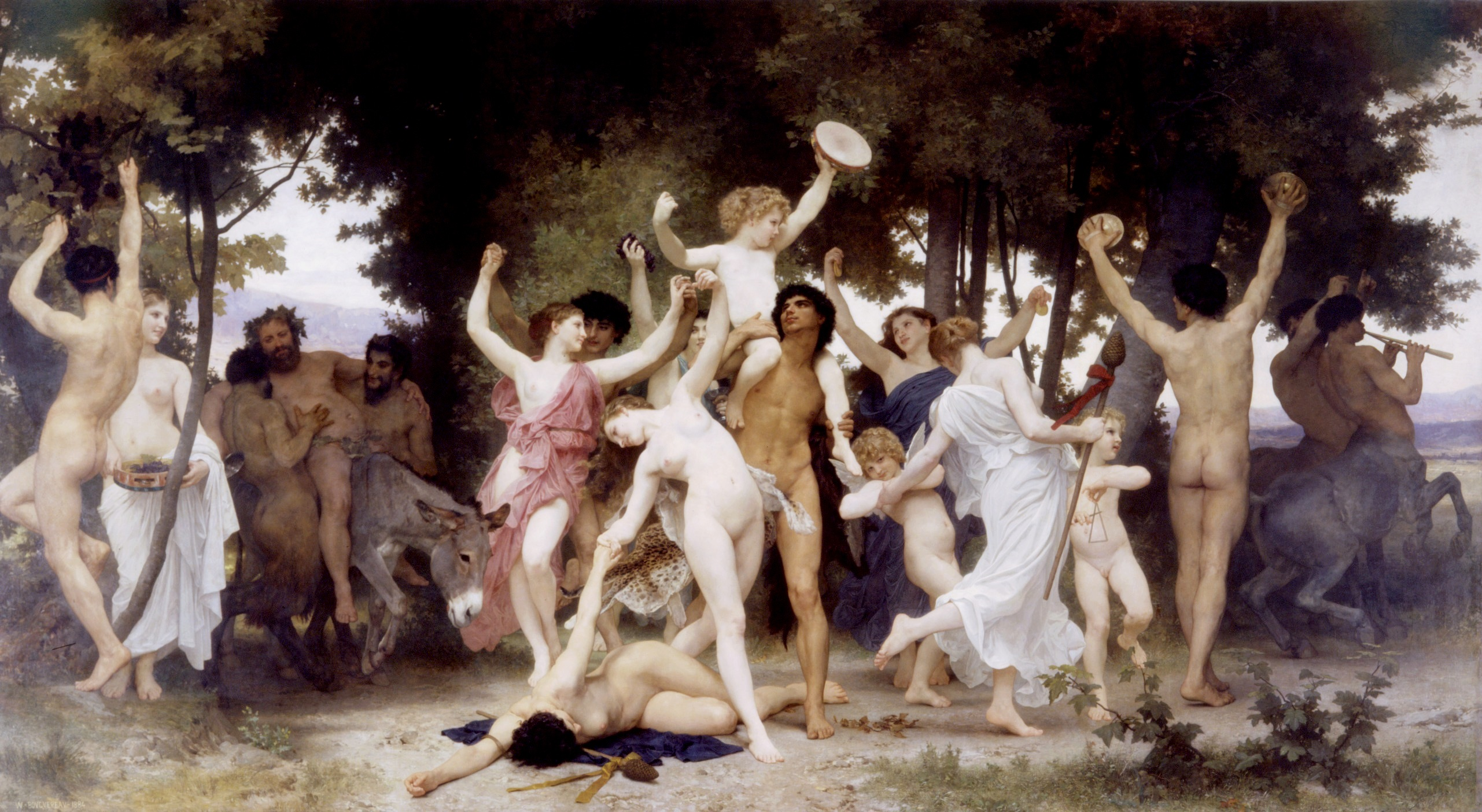
La juventud de Baco, pintura de William-Adolphe Bouguereau (1884).

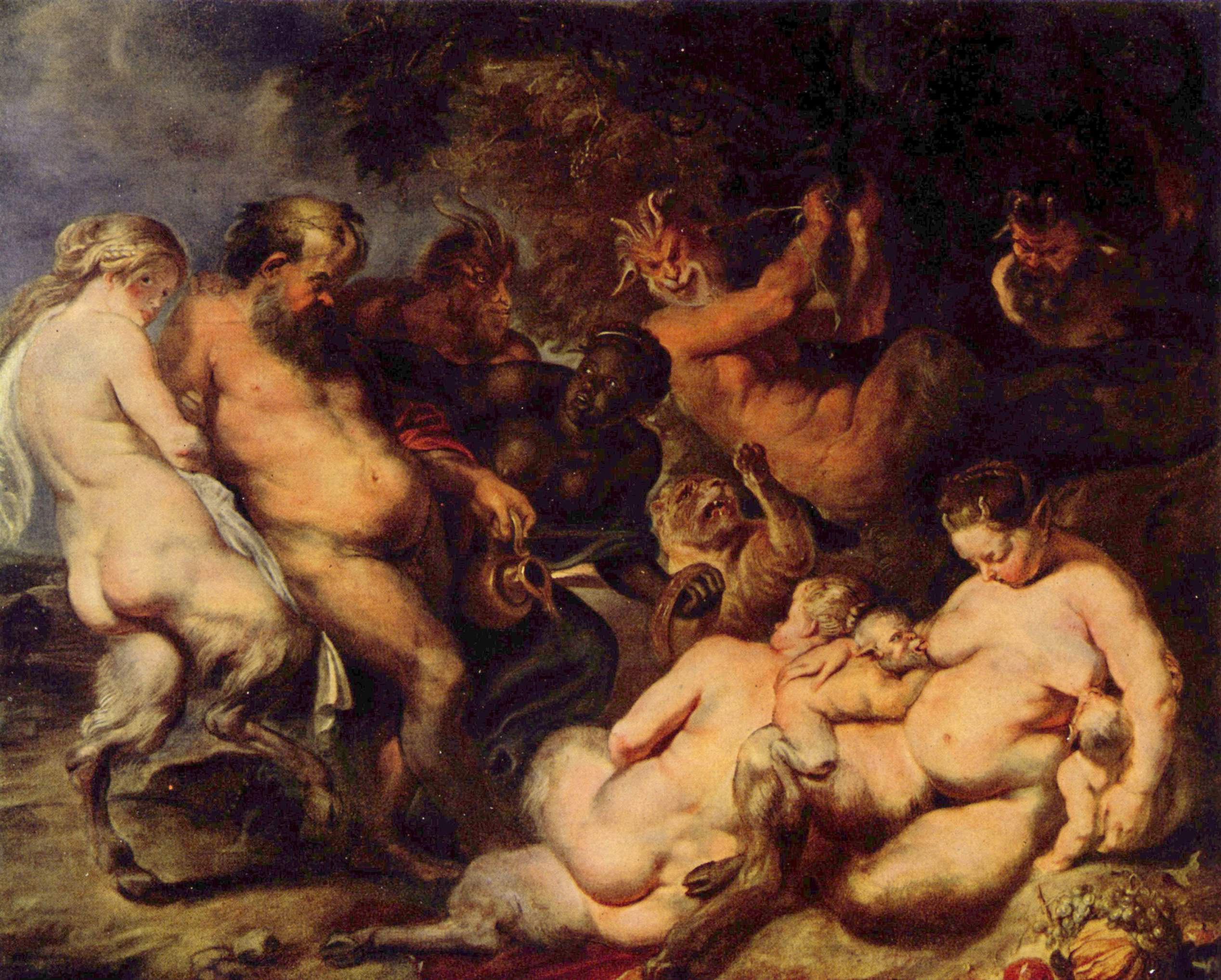
Bacanal de Rubens.

Siguiendo el consejo de Hispala, Publio se negó a ser iniciado. Fue obligado por su madre y por el marido de ella, pero buscó refugio con una de sus tías, la cual le aconsejó que le contara esta historia al cónsul Postumio. El cónsul decidió llevar a cabo una investigación secreta. El Senado temió que, bajo la secta, se ocultase una conspiración contra la República. Encargó a los cónsules informes contra las bacanales y los sacrificios nocturnos, prometiendo recompensas a los informantes y prohibiendo las reuniones de iniciados. El Senado nombró a Espurio Postumio Albino y Quinto Marcio Filipo para investigar el culto. La investigación afirmaba que, bajo el manto de la religión, sacerdotes y acólitos violaban impunemente las leyes civiles, morales y religiosas; los débiles mentales podían ser persuadidos de cometer asesinatos rituales o políticos sin ser detectados, a instancias de quienes controlaban secretamente el culto, en pleno corazón de Roma. Livio afirma que el culto atraía especialmente a las personas de mente inculta y voluble (levitas animi), tales como los jóvenes, los plebeyos, las mujeres y los «hombres más parecidos a mujeres», y que la mayor parte de la población de la ciudad estaba implicada, incluso algunos miembros de la clase más alta de Roma.

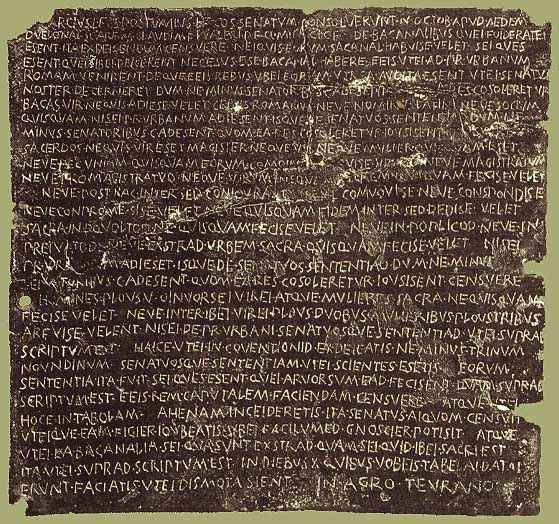
Senatus consultum de Bacchanalibus

La notoriedad de estas fiestas, donde se suponía que se planeaban muchas clases de crímenes, incluso crímenes rituales, y conspiraciones políticas, provocó en 186 a. C. un decreto del Senado —el llamado Senatus consultum de Bacchanalibus, inscrito en una tablilla de bronce descubierta en Calabria (1640) y actualmente en Viena— por el que las bacanales fueron prohibidas en toda Italia, excepto en ciertas ocasiones especiales que debían ser aprobadas específicamente por el Senado. Pese al severo castigo infligido a quienes se sorprendiera violando este decreto, las bacanales no fueron sofocadas, especialmente en el sur de Italia, durante mucho tiempo.

## Uso moderno
En el uso moderno, la palabra bacanal puede significar cualquier jolgorio desinhibido o ebrio. Así, la Real Academia de la Lengua la define también como «orgía con mucho desorden y tumulto».
En el arte, la bacanal describe a un pequeño grupo de juerguistas, a menudo con sátiros y quizás Baco o Sileno, normalmente en un paisaje. El tema fue popular a partir del Renacimiento y solía incluir un alto grado de desnudez entre las figuras. Este tema atraía a los artistas porque les permitía mostrar el desnudo femenino en un entorno antiguo. Aparece en decoraciones romanas y, más tarde, en la obra de Filippo Lauri, William Bouguereau, Élisabeth Vigée Le Brun, Nicolas Poussin, Leo Putz y Sebastiano Ricci.

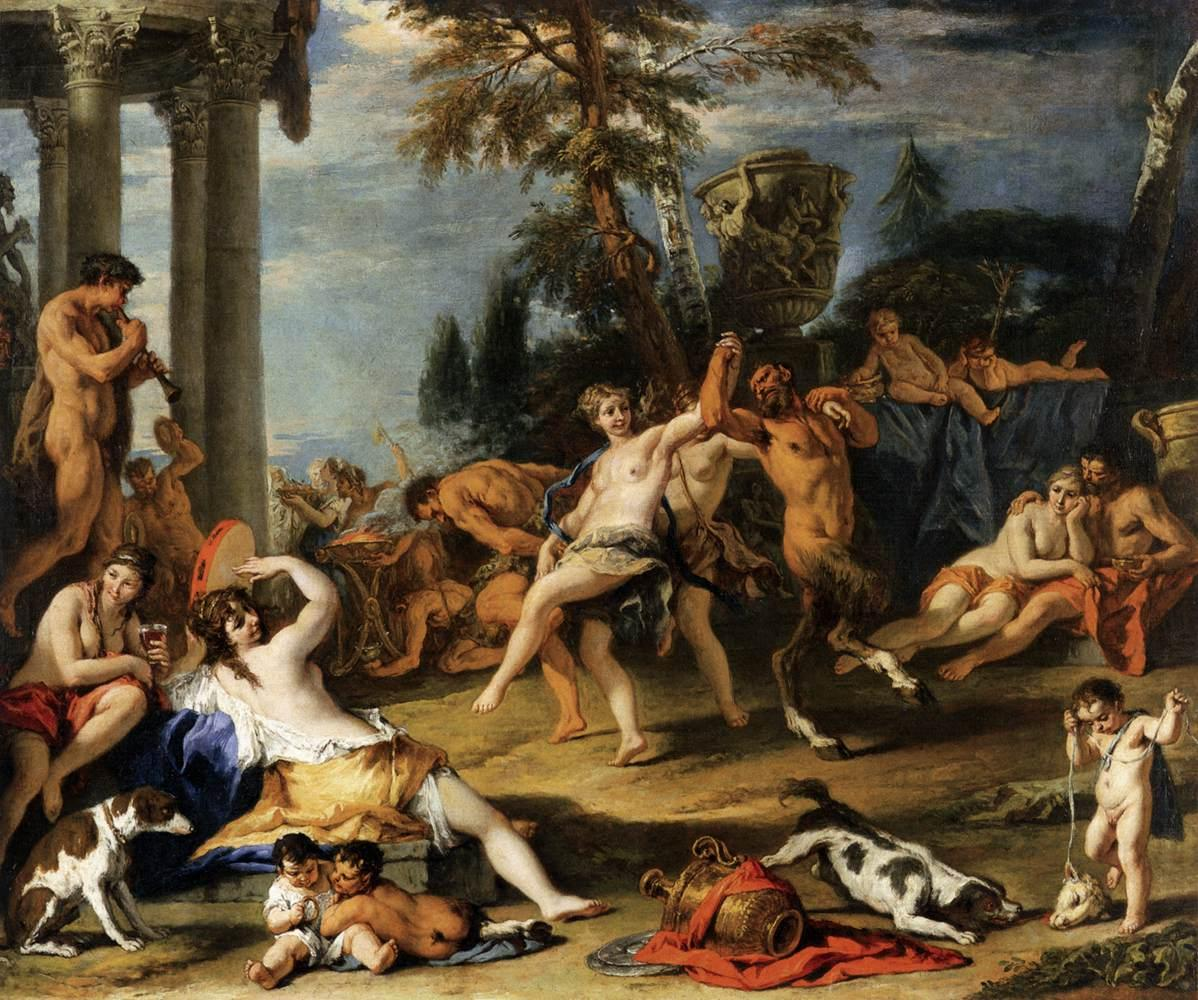
Sebastiano Ricci - Bacanal en Honor de Pan

Los carnavales actuales provienen de la herencia de las antiguas bacanales, saturnales y lupercales.